# Damernas florett vid olympiska sommarspelen 1992
Damernas florett-tävling i de olympiska fäktningstävlingarna 1992 i Barcelona avgjordes den 30 juli.

## Medaljörer
| Event          | Guld                    | Silver             | Brons                    |
| Florett, damer | Giovanna Trillini (ITA) | Wang Huifeng (CHN) | Tatiana Sadovskaja (EUN) |

## Resultat
| Placering | Fäktare                      | Land                          |
| --------- | ---------------------------- | ----------------------------- |
| 1         | Giovanna Trillini            | Italien                       |
| 2         | Wang Huifeng                 | Kina                          |
| 3         | Tatjana Sadovskaja           | OSS                           |
| 4         | Laurence Modaine-Cessac      | Frankrike                     |
| 5         | Margherita Zalaffi           | Italien                       |
| 6         | Reka Zsofia Lazăr-Szabo      | Rumänien                      |
| 7         | Sabine Bau                   | Tyskland                      |
| 8         | Fiona McIntosh               | Storbritannien                |
| 9         | Zsuzsa Némethné Jánosi       | Ungern                        |
| 10        | Olga Velitjko                | OSS                           |
| 11        | Anna Sobczak                 | Polen                         |
| 12        | Claudia Grigorescu           | Rumänien                      |
| 13        | Zita-Eva Funkenhauser        | Tyskland                      |
| 14        | Thalie Tremblay              | Kanada                        |
| 15        | Xiao Aihua                   | Kina                          |
| 16        | I Jeong-Suk                  | Sydkorea                      |
| 17        | Gertrúd Stefanek             | Ungern                        |
| 18        | Sin Seong-Ja                 | Sydkorea                      |
| 19        | Francesca Bortolozzi-Borella | Italien                       |
| 20        | Barbara Wolnicka-Szewczyk    | Polen                         |
| 21        | Elisabeta Guzganu-Tufan      | Rumänien                      |
| 22        | Isabelle Spennato            | Frankrike                     |
| 23        | Lydia Czuckermann-Hatuel     | Israel                        |
| 24        | Gisèle Meygret               | Frankrike                     |
| 25        | Jelena Glikina               | OSS                           |
| 26        | Ildikó Nébaldné Mincza       | Ungern                        |
| 27        | Monika Maciejewska           | Polen                         |
| 28        | E Jie                        | Kina                          |
| 29        | Caitlin Bilodeaux            | USA                           |
| 30        | Rosa María Castillejo        | Spanien                       |
| 31        | Tamara Savić-Šotra           | Oberoende olympiska deltagare |
| 32        | Renée Aubin                  | Kanada                        |
| 33        | Yuko Takayanagi              | Japan                         |
| 34        | Annette Dobmeier             | Tyskland                      |
| 35        | Montserat Esquerdo           | Spanien                       |
| 36        | Mary O'Neill                 | USA                           |
| 37T       | Linda Strachan               | Storbritannien                |
| 37T       | Kim Jin-Sun                  | Sydkorea                      |
| 39        | Molly Sullivan               | USA                           |
| 40        | Andrea Chiuchich             | Argentina                     |
| 41        | Julia Bracewell              | Storbritannien                |
| 42        | Sandra Giancola              | Argentina                     |
| 43        | Yanina Iannuzzi              | Argentina                     |
| 44        | Heidi Botha                  | Sydafrika                     |
| 45        | Elvia Reyes                  | Honduras                      |
| 46        | Rencia Nasson                | Sydafrika                     |